# Джон О'Ші
Джон Френсіс О'Ші (англ. John O'Shea, нар. 30 квітня 1981, Вотерфорд) — ірландський футболіст, що грав на позиції захисника. По завершенні ігрової кар'єри — тренер. З 2019 року входить до тренерського штабу клубу «Редінг».
Виступав, зокрема, за клуб «Манчестер Юнайтед», а також національну збірну Ірландії.
П'ятиразовий чемпіон Англії. Чотириразовий володар Суперкубка Англії з футболу. Володар Кубка Англії. Триразовий володар Кубка англійської ліги. Переможець Ліги чемпіонів УЄФА.

## Клубна кар'єра
Народився 30 квітня 1981 року в місті Вотерфорд. Вихованець юнацьких команд футбольного клубу «Манчестер Юнайтед».
У 1999 року був заявлений за дорослу команду «Манчестер Юнайтед», дебютував у матчі Кубка Футбольної ліги проти «Астон Вілли» (поразка «МЮ» 3:0).
Згодом з 2000 по 2001 рік грав у складах команд «Борнмут» та «Антверпен» на правах оренди.
Своєю грою за останню команду знову привернув увагу представників тренерського штабу клубу «Манчестер Юнайтед», до складу якого повернувся 2001 року. Відіграв за команду з Манчестера наступні десять сезонів своєї ігрової кар'єри. Більшість часу, проведеного у складі «Манчестер Юнайтед», був основним гравцем команди. За цей час чотири рази виборював титул чемпіона Англії, ставав володарем Суперкубка Англії з футболу (також чотири рази), володарем Кубка Англії, володарем Кубка англійської ліги (тричі), переможцем Ліги чемпіонів УЄФА.
Протягом 2011—2018 років захищав кольори клубу «Сандерленд».
Завершив ігрову кар'єру у команді «Редінг», за яку виступав протягом 2018—2019 років.

## Виступи за збірні
Протягом 2000—2002 років залучався до складу молодіжної збірної Ірландії. На молодіжному рівні зіграв у 13 офіційних матчах, забив 1 гол.
2001 року дебютував в офіційних матчах у складі національної збірної Ірландії.
У складі збірної був учасником чемпіонату Європи 2016 року у Франції.
Загалом протягом кар'єри у національній команді, яка тривала 18 років, провів у її формі 118 матчів, забивши 3 голи.

## Кар'єра тренера
Розпочав тренерську кар'єру відразу ж по завершенні кар'єри гравця, 2019 року, увійшовши до тренерського штабу клубу «Редінг». Наразі досвід тренерської роботи обмежується цим клубом, в якому Джон О'Ші працює і досі.

## Статистика виступів

### Статистика клубних виступів
| Сезон                       | Команда                     | Чемпіонат                   | Чемпіонат | Чемпіонат | Кубок | Кубок | Кубок | Континентальні кубки | Континентальні кубки | Континентальні кубки | Інші змагання | Інші змагання | Інші змагання | Усього | Усього |
| Сезон                       | Команда                     | Ліга                        | Ігор      | Голів     | Ліга  | Ігор  | Голів | Ліга                 | Ігор                 | Голів                | Ліга          | Ігор          | Голів         | Ігор   | Голів  |
| --------------------------- | --------------------------- | --------------------------- | --------- | --------- | ----- | ----- | ----- | -------------------- | -------------------- | -------------------- | ------------- | ------------- | ------------- | ------ | ------ |
| 1999-січ. 2000              | «Манчестер Юнайтед»         | ПЛ                          | 0         | 0         | КА+КЛ | 0+1   | 0     | ЛЧ                   | 0                    | 0                    | СА+СУ+МКК     | 0             | 0             | 1      | 0      |
| січ.-черв. 2000             | «Борнмут»                   | ФЛ2                         | 10        | 1         | КА+КЛ | -     | -     | -                    | -                    | -                    | -             | -             | -             | 10     | 1      |
| 2000-січ. 2001              | «Манчестер Юнайтед»         | ПЛ                          | 0         | 0         | КА+КЛ | 0+2   | 0     | ЛЧ                   | 0                    | 0                    | СА            | 0             | 0             | 2      | 0      |
| січ.-черв. 2001             | «Антверпен»                 | Л1                          | 14        | 0         | -     | -     | -     | -                    | -                    | -                    | -             | -             | -             | 14     | 0      |
| 2001–02                     | «Манчестер Юнайтед»         | ПЛ                          | 9         | 0         | КА+КЛ | 0+1   | 0     | ЛЧ                   | 3                    | 0                    | СА            | 0             | 0             | 13     | 0      |
| 2002–03                     | «Манчестер Юнайтед»         | ПЛ                          | 32        | 0         | КА+КЛ | 1+3   | 0     | ЛЧ                   | 16                   | 0                    | -             | -             | -             | 52     | 0      |
| 2003–04                     | «Манчестер Юнайтед»         | ПЛ                          | 33        | 2         | КА+КЛ | 6+2   | 0     | ЛЧ                   | 7                    | 0                    | СА            | 1             | 0             | 49     | 2      |
| 2004–05                     | «Манчестер Юнайтед»         | ПЛ                          | 23        | 2         | КА+КЛ | 4+4   | 1+0   | ЛЧ                   | 5                    | 0                    | СА            | 1             | 0             | 37     | 3      |
| 2005–06                     | «Манчестер Юнайтед»         | ПЛ                          | 34        | 1         | КА+КЛ | 2+4   | 0+1   | ЛЧ                   | 7                    | 0                    | -             | -             | -             | 47     | 2      |
| 2006–07                     | «Манчестер Юнайтед»         | ПЛ                          | 32        | 4         | КА+КЛ | 5+1   | 0     | ЛЧ                   | 11                   | 1                    | -             | -             | -             | 49     | 5      |
| 2007–08                     | «Манчестер Юнайтед»         | ПЛ                          | 28        | 0         | КА+КЛ | 2+1   | 0     | ЛЧ                   | 6                    | 0                    | СА            | 1             | 0             | 38     | 0      |
| 2008–09                     | «Манчестер Юнайтед»         | ПЛ                          | 30        | 0         | КА+КЛ | 4+6   | 0+1   | ЛЧ                   | 12                   | 1                    | СА+СУ+КЧС     | 1+1+0         | 0             | 54     | 2      |
| 2009–10                     | «Манчестер Юнайтед»         | ПЛ                          | 15        | 1         | КА+КЛ | 0     | 0     | ЛЧ                   | 3                    | 0                    | СА            | 1             | 0             | 19     | 1      |
| 2010–11                     | «Манчестер Юнайтед»         | ПЛ                          | 20        | 0         | КА+КЛ | 4+1   | 0     | ЛЧ                   | 6                    | 0                    | СА            | 1             | 0             | 32     | 0      |
| Усього за Манчестер Юнайтед | Усього за Манчестер Юнайтед | Усього за Манчестер Юнайтед | 256       | 10        |       | 54    | 3     |                      | 76                   | 2                    |               | 7             | 0             | 393    | 15     |
| 2011–12                     | «Сандерленд»                | ПЛ                          | 29        | 0         | КА+КЛ | 5+0   | 0     | -                    | -                    | -                    | -             | -             | -             | 34     | 0      |
| 2012–13                     | «Сандерленд»                | ПЛ                          | 34        | 2         | КА+КЛ | 0+2   | 0     | -                    | -                    | -                    | -             | -             | -             | 36     | 2      |
| 2013–14                     | «Сандерленд»                | ПЛ                          | 33        | 1         | КА+КЛ | 2+7   | 0     | -                    | -                    | -                    | -             | -             | -             | 42     | 1      |
| 2014–15                     | «Сандерленд»                | ПЛ                          | 37        | 0         | КА+КЛ | 4+2   | 0     | -                    | -                    | -                    | -             | -             | -             | 43     | 0      |
| 2015–16                     | «Сандерленд»                | ПЛ                          | 28        | 0         | КА+КЛ | 1+2   | 0     | -                    | -                    | -                    | -             | -             | -             | 31     | 0      |
| 2016–17                     | «Сандерленд»                | ПЛ                          | 28        | 0         | КА+КЛ | 1+1   | 0     | -                    | -                    | -                    | -             | -             | -             | 30     | 0      |
| 2017–18                     | «Сандерленд»                | ЧФЛ                         | 37        | 1         | КА+КЛ | 1+2   | 0     | -                    | -                    | -                    | -             | -             | -             | 40     | 1      |
| Усього за Сандерленд        | Усього за Сандерленд        | Усього за Сандерленд        | 226       | 4         |       | 30    | 0     |                      | -                    | -                    |               | -             | -             | 256    | 4      |
| 2018–19                     | «Редінг»                    | ЧФЛ                         | 9         | 0         | КА+КЛ | 0+2   | 0     | -                    | -                    | -                    | -             | -             | -             | 11     | 0      |
| Усього за кар'єру           | Усього за кар'єру           | Усього за кар'єру           | 515       | 15        |       | 86    | 3     |                      | 76                   | 2                    |               | 7             | 0             | 684    | 20     |

### Статистика виступів за збірну
| Дата       | Місто            | Господарі          | Результат  | Гості                | Турнір               | Голи | Примітки        |
| ---------- | ---------------- | ------------------ | ---------- | -------------------- | -------------------- | ---- | --------------- |
| 15-8-2001  | Дублін           | Ірландія           | 2 – 2      | Хорватія             | товариський матч     | -    | 84'             |
| 20-11-2002 | Афіни            | Греція             | 0 – 0      | Ірландія             | товариський матч     | -    |                 |
| 12-2-2003  | Глазго           | Шотландія          | 0 – 2      | Ірландія             | товариський матч     | -    | 80'             |
| 29-3-2003  | Тбілісі          | Грузія             | 1 – 2      | Ірландія             | Відбір до ЧЄ 2004    | -    |                 |
| 2-4-2003   | Тирана           | Албанія            | 0 – 0      | Ірландія             | Відбір до ЧЄ 2004    | -    |                 |
| 7-6-2003   | Дублін           | Ірландія           | 2 – 1      | Албанія              | Відбір до ЧЄ 2004    | -    |                 |
| 11-6-2003  | Дублін           | Ірландія           | 2 – 0      | Грузія               | Відбір до ЧЄ 2004    | -    |                 |
| 19-8-2003  | Дублін           | Ірландія           | 2 – 1      | Австралія            | товариський матч     | 1    |                 |
| 6-9-2003   | Дублін           | Ірландія           | 1 – 1      | Росія                | Відбір до ЧЄ 2004    | -    | 26'             |
| 11-10-2003 | Базель           | Швейцарія          | 2 – 0      | Ірландія             | Відбір до ЧЄ 2004    | -    |                 |
| 18-11-2003 | Дублін           | Ірландія           | 3 – 0      | Канада               | товариський матч     | -    | 86'             |
| 18-2-2004  | Дублін           | Ірландія           | 0 – 0      | Бразилія             | товариський матч     | -    |                 |
| 28-4-2004  | Бидгощ           | Польща             | 0 – 0      | Ірландія             | товариський матч     | -    |                 |
| 2-6-2004   | Лондон           | Ірландія           | 1 – 0      | Ямайка               | товариський матч     | -    | 46'             |
| 18-8-2004  | Дублін           | Ірландія           | 1 – 1      | Болгарія             | товариський матч     | -    |                 |
| 4-9-2004   | Дублін           | Ірландія           | 3 – 0      | Кіпр                 | Відбір до ЧС 2006    | -    | 83'             |
| 9-10-2004  | Сен-Дені         | Франція            | 0 – 0      | Ірландія             | Відбір до ЧС 2006    | -    |                 |
| 13-10-2004 | Дублін           | Ірландія           | 2 – 0      | Фарерські острови    | Відбір до ЧС 2006    | -    | 56'             |
| 16-11-2004 | Дублін           | Ірландія           | 1 – 0      | Хорватія             | товариський матч     | -    |                 |
| 9-2-2005   | Дублін           | Ірландія           | 1 – 0      | Португалія           | товариський матч     | -    |                 |
| 26-3-2005  | Рамат-Ган        | Ізраїль            | 1 – 1      | Ірландія             | Відбір до ЧС 2006    | -    |                 |
| 29-3-2005  | Дублін           | Ірландія           | 1 – 0      | КНР                  | товариський матч     | -    |                 |
| 4-6-2005   | Дублін           | Ірландія           | 2 – 2      | Ізраїль              | Відбір до ЧС 2006    | -    | 45+1'           |
| 8-6-2005   | Торсгавн         | Фарерські острови  | 0 – 2      | Ірландія             | Відбір до ЧС 2006    | -    |                 |
| 17-8-2005  | Дублін           | Ірландія           | 1 – 2      | Італія               | товариський матч     | -    | 79'             |
| 7-9-2005   | Дублін           | Ірландія           | 0 – 1      | Франція              | Відбір до ЧС 2006    | -    |                 |
| 8-10-2005  | Строволос        | Кіпр               | 0 – 1      | Ірландія             | Відбір до ЧС 2006    | -    |                 |
| 12-10-2005 | Дублін           | Ірландія           | 0 – 0      | Швейцарія            | Відбір до ЧС 2006    | -    |                 |
| 1-3-2006   | Дублін           | Ірландія           | 3 – 0      | Швеція               | товариський матч     | -    | 49'             |
| 24-5-2006  | Дублін           | Ірландія           | 0 – 1      | Чилі                 | товариський матч     | -    | 53'             |
| 16-8-2006  | Дублін           | Ірландія           | 0 – 4      | Нідерланди           | товариський матч     | -    |                 |
| 2-9-2006   | Штутгарт         | Німеччина          | 1 – 0      | Ірландія             | Відбір до ЧЄ 2008    | -    |                 |
| 7-10-2006  | Строволос        | Кіпр               | 5 – 2      | Ірландія             | Відбір до ЧЄ 2008    | -    | 59'             |
| 11-10-2006 | Дублін           | Ірландія           | 1 – 1      | Чехія                | Відбір до ЧЄ 2008    | -    |                 |
| 15-11-2006 | Дублін           | Ірландія           | 5 – 0      | Сан-Марино           | Відбір до ЧЄ 2008    | -    |                 |
| 7-2-2007   | Серравалле       | Сан-Марино         | 1 – 2      | Ірландія             | Відбір до ЧЄ 2008    | -    | 46'             |
| 24-3-2007  | Дублін           | Ірландія           | 1 – 0      | Уельс                | Відбір до ЧЄ 2008    | -    |                 |
| 28-3-2007  | Дублін           | Ірландія           | 1 – 0      | Словаччина           | Відбір до ЧЄ 2008    | -    |                 |
| 22-8-2007  | Орхус            | Данія              | 0 – 4      | Ірландія             | товариський матч     | -    |                 |
| 8-9-2007   | Братислава       | Словаччина         | 2 – 2      | Ірландія             | Відбір до ЧЄ 2008    | -    |                 |
| 12-9-2007  | Прага            | Чехія              | 1 – 0      | Ірландія             | Відбір до ЧЄ 2008    | -    | 38'             |
| 17-10-2007 | Дублін           | Ірландія           | 1 – 1      | Кіпр                 | Відбір до ЧЄ 2008    | -    |                 |
| 17-11-2007 | Кардіфф          | Уельс              | 2 – 2      | Ірландія             | Відбір до ЧЄ 2008    | -    | 34'             |
| 6-2-2008   | Дублін           | Ірландія           | 0 – 1      | Бразилія             | товариський матч     | -    |                 |
| 29-5-2008  | Лондон           | Ірландія           | 1 – 0      | Колумбія             | товариський матч     | -    |                 |
| 20-8-2008  | Осло             | Норвегія           | 1 – 1      | Ірландія             | товариський матч     | -    |                 |
| 6-9-2008   | Майнц            | Грузія             | 1 – 2      | Ірландія             | Відбір до ЧС 2010    | -    |                 |
| 10-9-2008  | Подгориця        | Чорногорія         | 0 – 0      | Ірландія             | Відбір до ЧС 2010    | -    |                 |
| 15-10-2008 | Дублін           | Ірландія           | 1 – 0      | Кіпр                 | Відбір до ЧС 2010    | -    |                 |
| 19-11-2008 | Дублін           | Ірландія           | 2 – 3      | Польща               | товариський матч     | -    |                 |
| 11-2-2009  | Дублін           | Ірландія           | 2 – 1      | Грузія               | Відбір до ЧС 2010    | -    |                 |
| 28-3-2009  | Дублін           | Ірландія           | 1 – 1      | Болгарія             | Відбір до ЧС 2010    | -    |                 |
| 1-4-2009   | Барі             | Італія             | 1 – 1      | Ірландія             | Відбір до ЧС 2010    | -    |                 |
| 6-6-2009   | Софія (місто)    | Болгарія           | 1 – 1      | Ірландія             | Відбір до ЧС 2010    | -    | 82'             |
| 12-8-2009  | Лімерик (місто)  | Ірландія           | 0 – 3      | Австралія            | товариський матч     | -    |                 |
| 5-9-2009   | Нікосія          | Кіпр               | 1 – 2      | Ірландія             | Відбір до ЧС 2010    | -    |                 |
| 10-10-2009 | Дублін           | Ірландія           | 2 – 2      | Італія               | Відбір до ЧС 2010    | -    |                 |
| 14-10-2009 | Дублін           | Ірландія           | 0 – 0      | Чорногорія           | Відбір до ЧС 2010    | -    | 40'             |
| 14-11-2009 | Дублін           | Ірландія           | 0 – 1      | Франція              | Відбір до ЧС 2010    | -    |                 |
| 18-11-2009 | Париж            | Франція            | 1 – 1 д.ч. | Ірландія             | Відбір до ЧС 2010    | -    | 67'             |
| 26-5-2010  | Дублін           | Ірландія           | 2 – 1      | Парагвай             | товариський матч     | -    |                 |
| 28-5-2010  | Дублін           | Ірландія           | 3 – 0      | Алжир                | товариський матч     | -    | 36'             |
| 11-8-2010  | Дублін           | Ірландія           | 0 – 1      | Аргентина            | товариський матч     | -    |                 |
| 3-9-2010   | Єреван           | Вірменія           | 0 – 1      | Ірландія             | Відбір до ЧЄ 2012    | -    |                 |
| 7-9-2010   | Дублін           | Ірландія           | 3 – 1      | Андорра              | Відбір до ЧЄ 2012    | -    |                 |
| 8-10-2010  | Дублін           | Ірландія           | 2 – 3      | Росія                | Відбір до ЧЄ 2012    | -    |                 |
| 12-10-2010 | Жиліна           | Словаччина         | 1 – 1      | Ірландія             | Відбір до ЧЄ 2012    | -    |                 |
| 17-11-2010 | Дублін           | Ірландія           | 1 – 2      | Норвегія             | товариський матч     | -    |                 |
| 8-2-2011   | Дублін           | Ірландія           | 3 – 0      | Уельс                | товариський матч     | -    | 85'             |
| 4-6-2011   | Скоп'є           | Північна Македонія | 0 – 2      | Ірландія             | Відбір до ЧЄ 2012    | -    |                 |
| 2-9-2011   | Дублін           | Ірландія           | 0 – 0      | Словаччина           | Відбір до ЧЄ 2012    | -    |                 |
| 7-10-2011  | Андорра-ла-Велья | Андорра            | 0 – 2      | Ірландія             | Відбір до ЧЄ 2012    | -    |                 |
| 11-10-2011 | Дублін           | Ірландія           | 2 – 1      | Вірменія             | Відбір до ЧЄ 2012    | -    |                 |
| 15-11-2011 | Дублін           | Ірландія           | 1 – 1      | Естонія              | Відбір до ЧЄ 2012    | -    |                 |
| 29-2-2012  | Дублін           | Ірландія           | 1 – 1      | Чехія                | товариський матч     | -    |                 |
| 4-6-2012   | Будапешт         | Угорщина           | 0 – 0      | Ірландія             | товариський матч     | -    |                 |
| 10-6-2012  | Познань          | Хорватія           | 3 – 1      | Ірландія             | ЧЄ 2012 - 1-й етап   | -    |                 |
| 14-6-2012  | Гданськ          | Ірландія           | 0 – 4      | Іспанія              | ЧЄ 2012 - 1-й етап   | -    |                 |
| 18-6-2012  | Познань          | Італія             | 2 – 0      | Ірландія             | ЧЄ 2012 - 1-й етап   | -    | 39'             |
| 15-8-2012  | Белград          | Сербія             | 0 – 0      | Ірландія             | товариський матч     | -    | кап.            |
| 7-9-2012   | Нур-Султан       | Казахстан          | 1 – 2      | Ірландія             | Відбір до ЧС 2014    | -    |                 |
| 12-10-2012 | Дублін           | Ірландія           | 1 – 6      | Німеччина            | Відбір до ЧС 2014    | -    | кап.            |
| 16-10-2012 | Торсгавн         | Фарерські острови  | 1 – 4      | Ірландія             | Відбір до ЧС 2014    | -    |                 |
| 14-11-2012 | Дублін           | Ірландія           | 0 – 1      | Греція               | товариський матч     | -    | кап.            |
| 6-2-2013   | Дублін           | Ірландія           | 2 – 0      | Польща               | товариський матч     | -    | кап.            |
| 22-3-2013  | Стокгольм        | Швеція             | 0 – 0      | Ірландія             | Відбір до ЧС 2014    | -    |                 |
| 26-3-2013  | Дублін           | Ірландія           | 2 – 2      | Австрія              | Відбір до ЧС 2014    | -    | кап. 35'        |
| 29-5-2013  | Лондон           | Англія             | 1 – 1      | Ірландія             | товариський матч     | -    |                 |
| 7-6-2013   | Дублін           | Ірландія           | 3 – 0      | Фарерські острови    | Відбір до ЧС 2014    | -    |                 |
| 14-8-2013  | Кардіфф          | Уельс              | 0 – 0      | Ірландія             | товариський матч     | -    | кап. 60'        |
| 6-9-2013   | Дублін           | Ірландія           | 1 – 2      | Швеція               | Відбір до ЧС 2014    | -    |                 |
| 10-9-2013  | Відень           | Австрія            | 1 – 0      | Ірландія             | Відбір до ЧС 2014    | -    | 44' 49'         |
| 15-10-2013 | Дублін           | Ірландія           | 3 – 1      | Казахстан            | Відбір до ЧС 2014    | 1    |                 |
| 15-11-2013 | Дублін           | Ірландія           | 3 – 0      | Латвія               | товариський матч     | -    |                 |
| 19-11-2013 | Познань          | Польща             | 0 – 0      | Ірландія             | товариський матч     | -    | 36'             |
| 25-5-2014  | Дублін           | Ірландія           | 1 – 2      | Туреччина            | товариський матч     | -    | кап.            |
| 31-5-2014  | Лондон           | Італія             | 0 – 0      | Ірландія             | товариський матч     | -    | кап.            |
| 7-9-2014   | Тбілісі          | Грузія             | 1 – 2      | Ірландія             | Відбір до ЧЄ 2016    | -    |                 |
| 11-10-2014 | Дублін           | Ірландія           | 7 – 0      | Гібралтар            | Відбір до ЧЄ 2016    | -    |                 |
| 14-10-2014 | Гельзенкірхен    | Німеччина          | 1 – 1      | Ірландія             | Відбір до ЧЄ 2016    | 1    |                 |
| 14-11-2014 | Глазго           | Шотландія          | 1 – 0      | Ірландія             | Відбір до ЧЄ 2016    | -    | кап.            |
| 29-3-2015  | Дублін           | Ірландія           | 1 – 1      | Польща               | Відбір до ЧЄ 2016    | -    | 32'             |
| 7-6-2015   | Дублін           | Ірландія           | 0 – 0      | Англія               | товариський матч     | -    | кап. 72'        |
| 13-6-2015  | Дублін           | Ірландія           | 1 – 1      | Шотландія            | Відбір до ЧЄ 2016    | -    | кап.            |
| 4-9-2015   | Лоле             | Гібралтар          | 0 – 4      | Ірландія             | Відбір до ЧЄ 2016    | -    |                 |
| 7-9-2015   | Дублін           | Ірландія           | 1 – 0      | Грузія               | Відбір до ЧЄ 2016    | -    |                 |
| 8-10-2015  | Дублін           | Ірландія           | 1 – 0      | Німеччина            | Відбір до ЧЄ 2016    | -    | кап.            |
| 11-10-2015 | Варшава          | Польща             | 2 – 1      | Ірландія             | Відбір до ЧЄ 2016    | -    | кап. 18', 90+2' |
| 16-11-2015 | Дублін           | Ірландія           | 2 – 0      | Боснія і Герцеговина | Відбір до ЧЄ 2016    | -    | 90+1'           |
| 29-3-2016  | Дублін           | Ірландія           | 2 – 2      | Словаччина           | товариський матч     | -    | кап. 46'        |
| 27-5-2016  | Дублін           | Ірландія           | 1 – 1      | Нідерланди           | товариський матч     | -    | кап.            |
| 13-6-2016  | Сен-Дені         | Ірландія           | 1 – 1      | Швеція               | ЧЄ 2016 - 1-й етап   | -    | кап.            |
| 18-6-2016  | Бордо            | Бельгія            | 3 – 0      | Ірландія             | ЧЄ 2016 - 1-й етап   | -    | кап.            |
| 26-6-2016  | Ліон             | Франція            | 2 – 1      | Ірландія             | ЧЄ 2016 - 1/8 фіналу | -    | 68'             |
| 5-9-2016   | Белград          | Сербія             | 2 – 2      | Ірландія             | Відбір до ЧС 2018    | -    |                 |
| 6-10-2016  | Дублін           | Ірландія           | 1 – 0      | Грузія               | Відбір до ЧС 2018    | -    | 90+4'           |
| 24-3-2017  | Дублін           | Ірландія           | 0 – 0      | Уельс                | Відбір до ЧС 2018    | -    |                 |
| 2-6-2018   | Дублін           | Ірландія           | 2 – 1      | США                  | товариський матч     | -    | кап. 35'        |
| Усього     |                  | Матчів (3 місце)   | 118        |                      | Голів                | 3    |                 |

## Досягнення
- Чемпіон Англії (5):

«Манчестер Юнайтед»: 2002–03, 2006–07, 2007–08, 2008–09, 2010–11
- Володар Кубка Англії (2):

«Манчестер Юнайтед»: 1998–99, 2003–04
- Володар Кубка Футбольної ліги (3):

«Манчестер Юнайтед»: 2005–06, 2008–09, 2009–10
- Переможець Ліги чемпіонів УЄФА (1):

«Манчестер Юнайтед»: 2008
- Володар Суперкубка Англії (4):

«Манчестер Юнайтед»: 2003, 2007, 2008, 2010
- Переможець Клубного чемпіонату світу (1):

«Манчестер Юнайтед»: 2008
- Чемпіон Європи (U-16): 1998